# Olympische Sommerspiele 2024/Schwimmen – 200 m Lagen (Männer)
Der Schwimmwettkampf über 200 Meter Lagen der Männer bei den Olympischen Spielen 2024 in Paris wurde am 1. und 2. August 2024 in der Paris La Défense Arena ausgetragen. Titelverteidiger war der Chinese Wang Shun, der in Tokio die Goldmedaille in asiatischer Rekordzeit von 1:55,00 Minuten gewann.

## Rekorde

### Bestehende Rekorde
Vor Beginn der Olympischen Spiele waren folgende Rekorde gültig:
| Weltrekord         | Ryan Lochte    | 1:54,00 min | Shanghai | 28. Juli 2011   |
| Olympischer Rekord | Michael Phelps | 1:54,23 min | Peking   | 15. August 2008 |

### Neue Rekorde
| Olympischer Rekord | Léon Marchand | 1:54,06 min | Paris | 2. August 2024 |

## Titelträger
| Olympische Spiele 2020       | Wang Shun          | 1:55,00 min | Tokio             |
| Weltmeisterschaften 2024     | Finlay Knox        | 1:56,64 min | Doha              |
| Afrikaspiele 2023            | Jaouad Syoud       | 2:01,45 min | Accra             |
| Panamerikanische Spiele 2023 | Finlay Knox        | 1:57,84 min | Santiago de Chile |
| Asienspiele 2022             | Wang Shun          | 1:54,62 min | Hangzhou          |
| Europameisterschaft 2022     | Hubert Kós         | 1:57,72 min | Rom               |
| Pazifikspiele 2023           | John-William Dabin | 2:03,81 min | Honiara           |

## Qualifikation
Als Olympische Normzeit (OQT) wurde eine Zeit von 1:57,94 Sekunden festgelegt. Athleten die diese Zeit im Qualifikationszeitraum (1. März 2023 bis 23. Juni 2024) erreichen dürfen an den Start gehen. Die Anzahl der Athleten ist auf maximal zwei pro NOK beschränkt. Darüber hinaus werden weitere Plätze an Schwimmer vergeben, die die Olympische Basiszeit (OCT) von 1:58,53 Sekunden geschwommen sind (maximal ein Schwimmer pro NOK). Über Universalstartplätze besteht eine weitere Chance für die Teilnahme, auch für Athleten die keine der beiden Normzeiten schwimmen konnten.

## Ergebnisse

### Vorläufe
Die 16 schnellsten Schwimmer qualifizierten sich für das Finale.
| Rang | Lauf | Bahn | Athlet                  | Nation             | Zeit        | Anmerkung |
| ---- | ---- | ---- | ----------------------- | ------------------ | ----------- | --------- |
| 1    | 4    | 6    | Daiya Seto              | Japan              | 1:57,48 min | Q         |
| 2    | 3    | 5    | Duncan Scott            | Großbritannien     | 1:57,77 min | Q         |
| 3    | 3    | 4    | Léon Marchand           | Frankreich         | 1:57,86 min | Q         |
| 4    | 3    | 3    | Alberto Razzetti        | Italien            | 1:58,00 min | Q         |
| 5    | 4    | 5    | Shaine Casas            | Vereinigte Staaten | 1:58,04 min | Q         |
| 6    | 4    | 4    | Wang Shun               | China              | 1:58,09 min | Q         |
| 7    | 3    | 6    | Ron Polonsky            | Israel             | 1:58,30 min | Q         |
| 7    | 4    | 3    | Tom Dean                | Großbritannien     | 1:58,30 min | Q         |
| 9    | 3    | 7    | Jérémy Desplanches      | Schweiz            | 1:58,46 min | Q         |
| 10   | 2    | 4    | Carson Foster           | Vereinigte Staaten | 1:58,63 min | Q         |
| 11   | 2    | 6    | Lewis Clareburt         | Neuseeland         | 1:58,84 min | Q         |
| 11   | 3    | 2    | William Petric          | Australien         | 1:58,84 min | Q         |
| 13   | 2    | 5    | Finlay Knox             | Kanada             | 1:58,97 min | Q         |
| 14   | 4    | 2    | Thomas Neill            | Australien         | 1:59,13 min | Q         |
| 15   | 4    | 1    | Jaouad Syoud            | Algerien           | 1:59,41 min | Q         |
| 16   | 3    | 1    | Apostolos Papastamos    | Griechenland       | 2:00,79 min | Q         |
| 17   | 2    | 7    | Berke Saka              | Türkei             | 2:01,99 min |           |
| 18   | 2    | 1    | Erick Gordillo          | Guatemala          | 2:02,24 min |           |
| 19   | 4    | 8    | Tomás Peribonio         | Ecuador            | 2:03,40 min |           |
| 20   | 1    | 4    | Mateo Matheos           | Paraguay           | 2:03,45 min |           |
| 21   | 2    | 2    | Matthew Sates           | Südafrika          | 2:04,01 min |           |
| 22   | 1    | 3    | Simon Bachmann          | Seychellen         | 2:06,48 min |           |
| 23   | 1    | 5    | Esteban Núñez del Prado | Bolivien           | 2:08,10 min |           |
|      | 2    | 3    | Hugo González           | Spanien            | DNS         |           |
|      | 4    | 7    | Gábor Zombori           | Ungarn             | DNS         |           |

### Halbfinale
Die 8 schnellsten Schwimmer qualifizierten sich für das Finale.
| Rang | Lauf | Bahn | Athlet               | Nation             | Zeit        | Anmerkung |
| ---- | ---- | ---- | -------------------- | ------------------ | ----------- | --------- |
| 1    | 2    | 5    | Léon Marchand        | Frankreich         | 1:56,31 min | Q         |
| 2    | 1    | 2    | Carson Foster        | Vereinigte Staaten | 1:56,37 min | Q         |
| 3    | 1    | 4    | Duncan Scott         | Großbritannien     | 1:56,49 min | Q         |
| 4    | 1    | 3    | Wang Shun            | China              | 1:56,54 min | Q         |
| 5    | 2    | 4    | Daiya Seto           | Japan              | 1:56,59 min | Q         |
| 6    | 1    | 6    | Tom Dean             | Großbritannien     | 1:56,92 min | Q         |
| 7    | 1    | 5    | Alberto Razzetti     | Italien            | 1:57,10 min | Q         |
| 8    | 2    | 1    | Finlay Knox          | Kanada             | 1:57,76 min | Q         |
| 9    | 2    | 3    | Shaine Casas         | Vereinigte Staaten | 1:57,82 min |           |
| 10   | 1    | 7    | William Petric       | Australien         | 1:58,13 min |           |
| 11   | 1    | 1    | Thomas Neill         | Australien         | 1:58,77 min |           |
| 12   | 2    | 6    | Ron Polonsky         | Israel             | 1:58,89 min |           |
| 13   | 2    | 2    | Jérémy Desplanches   | Schweiz            | 1:58,93 min |           |
| 14   | 2    | 7    | Lewis Clareburt      | Neuseeland         | 2:00,06 min |           |
| 15   | 2    | 8    | Jaouad Syoud         | Algerien           | 2:00,13 min |           |
| 16   | 1    | 8    | Apostolos Papastamos | Griechenland       | 2:01,02 min |           |

### Finale
| Rang | Bahn | Athlet           | Nation             | Zeit        | Anmerkung |
| ---- | ---- | ---------------- | ------------------ | ----------- | --------- |
| 1    | 4    | Léon Marchand    | Frankreich         | 1:54,06 min | OR, ER    |
| 2    | 3    | Duncan Scott     | Großbritannien     | 1:55,31 min |           |
| 3    | 6    | Wang Shun        | China              | 1:56,00 min |           |
| 4    | 5    | Carson Foster    | Vereinigte Staaten | 1:56,10 min |           |
| 5    | 7    | Tom Dean         | Großbritannien     | 1:56,46 min |           |
| 6    | 1    | Alberto Razzetti | Italien            | 1:56,82 min |           |
| 7    | 2    | Daiya Seto       | Japan              | 1:57,21 min |           |
| 8    | 8    | Finlay Knox      | Kanada             | 1:57,26 min |           |